# Rousínov
Rousínov település Csehországban, Vyškovi járásban. Rousínov Velešovice, Habrovany, Dražovice, Slavkov u Brna, Němčany, Komořany, Viničné Šumice, Pozořice és Olšany településekkel határos. Lakosainak száma 5962 fő (2024. január 1.).

## Népesség
A település lakosságának változását az alábbi diagram mutatja:
| Lakosok száma | 4281 | 4138 | 4815 | 4920 | 5081 | 4922 | 5663 | 5673 | 5648 | 5962 |
|               | 1869 | 1890 | 1921 | 1950 | 1980 | 2001 | 2017 | 2019 | 2022 | 2024 |